# Guilherme de São José António de Aranha
Dom Frei Guilherme de São José António de Aranha, (Lisboa, 28 de dezembro de 1686 — Lisboa, 15 de dezembro de 1751) foi um religioso da Ordem de Cristo de Tomar. Ordenou-se padre no dia 7 de setembro de 1716.

## Episcopado
Foi eleito Bispo de Belém do Pará, Brasil, no dia 3 de setembro de 1738, aos 51 anos.
No dia 14 de dezembro de 1738, foi ordenado bispo na Igreja Patriarcal de Lisboa, Portugal,  pelas mãos de Dom Tomás Cardeal de Almeida, Patriarca de Lisboa, com a assistência de Dom Frei Valério do Sacramento, bispo de Angola e de Dom Frei João de Faro, bispo de Cabo Verde.
Dom Guilherme de São José  chega ao Pará no dia 26 de julho de 1739, tomando posse no dia 10 de agosto. Sua entrada solene na catedral foi no dia 15 de agosto.
Em seu governo, apresentando uma ordem régia, porém sem o beneplácito episcopal, o padre jesuíta Gabriel Malagrida, funda um seminário em Belém, o primeiro estabelecimento de ensino secundário da Amazônia.
Em 15 de novembro de 1747, Dom Guilherme de São José apresenta sua renúncia ao Bispado do Pará que será aceita pela Santa Sé no dia 24 de abril de 1748.
Dom Guilherme preside no dia 3 de maio à bênção da primeira pedra da nova Catedral de Belém, primeira obra do arquiteto italiano Antônio Landi construída na cidade. Até então, vinha funcionando como catedral a pequena igreja de São João.
No dia 18 de maio, Dom Frei Miguel de Bulhões e Sousa, bispo nomeado de Malaca, Singapura, é transferido para o Bispado do Pará.
Em agosto de 1748, Dom Frei Guilherme de São José retira-se para Portugal, onde virá a falecer no dia 15 de dezembro de 1751, aos 65 anos.

### Sucessão
Dom Frei Guilherme de São José é o 2º bispo de Belém do Pará, sucedeu a Dom Bartolomeu do Pilar e teve como sucessor Dom Frei Miguel de Bulhões e Sousa.